# Erica Luttrell
Erica Shukrani Luttrell es una actriz canadiense de ascendencia estadounidense y tanzana. Es una de cuatro hermanas: Gillian, Amanda y Rachel, en una familia excepcionalmente musical.

## Filmografía
| Año(s)    | Título                                     | Personaje                       | Notas                                                                  |
| --------- | ------------------------------------------ | ------------------------------- | ---------------------------------------------------------------------- |
| 1991–95   | Shining Time Station                       | Kara Cupper                     | Protagonista                                                           |
| 1991–95   | Bookmice                                   | Alysha                          | Voz                                                                    |
| 1994–97   | The Magic School Bus                       | Keesha Franklin                 | Voz                                                                    |
| 1995      | Goosebumps                                 | Drew Brockman                   | Episodio: "Attack of the Jack'O'Lanterns"                              |
| 1997      | Los nuevos misterios del fantasma escritor | Emilie                          |                                                                        |
| 1997      | Honey We Shrunk Ourselves                  | Jody                            |                                                                        |
| 1999      | The Jersey                                 | Taylor                          | Episodio: "Ouch"                                                       |
| 2000      | Buffy the Vampire Slayer                   | Karen                           | Episodio: "Superstar"                                                  |
| 2004–05   | Dave, el bárbaro                           | Princesa Candy                  | Voz                                                                    |
| 2004      | As Told by Ginger                          | Simone                          | Voz                                                                    |
| 2008      | Random! Cartoons                           | Norah "Sailor Bird" Chickenvolt | Voz                                                                    |
| 2009      | Private Practice                           | Sasha                           | Episodio: "Wait and See"                                               |
| 2012      | Lost Girl                                  | Val Santiago                    | Episodios: "The Girl Who Fae'd With Fire" y "Flesh and Blood"          |
| 2014      | JLA Adventures: Trapped In Time            | Cheetah, Martha Kent            | Voz                                                                    |
| 2014–2019 | Steven Universe                            | Zafiro y Padparadscha           | Voz                                                                    |
| 2016      | Los Vengadores unidos                      | Aneka                           | Episodio: "Panther's Rage"                                             |
| 2016–2017 | La Guardia del León                        | Lioness / Boboka                | Voz; Episodios: "Lions of the Outlands" / "Beshte and the Hippo Lanes" |
| 2016      | Mighty Magiswords                          | Glori                           | Voz; Episodio: "Biggest Fan"                                           |
| 2016      | Arrow                                      | Dr. Laura Washington/Cyberwoman | Episodio: "Invasion!"                                                  |
| 2017      | Salvation                                  | Claire Rayburn                  | Regular                                                                |
| 2019      | Steven Universe: The Movie                 | Zafiro                          | Voz                                                                    |
| 2019-2020 | Steven Universe Future                     | Zafiro                          | Voz                                                                    |
| 2021      | Helluva Boss                               | Agente #2                       | Voz, episodios: "Truth Seekers", "The Full Moon"                       |

### Videojuegos
| Año  | Videojuego                              | Carácter                                       | Notas |
| ---- | --------------------------------------- | ---------------------------------------------- | ----- |
| 2009 | Dragon Age: Origins                     | The Warden ("mystical" human female voice set) | Voz   |
| 2012 | Diablo III                              | Witch Doctor (Femenina)                        | Voz   |
| 2014 | Lego Batman 3: Beyond Gotham            | Bleez, Cheetah, Giganta                        | Voz   |
| 2015 | Lego Jurassic World                     | Voces adicionales                              | Voz   |
| 2015 | Fallout 4                               | Darla, Fahrenheit, Kendra                      | Voz   |
| 2016 | Star Ocean: Integrity and Faithlessness | Anne                                           | Voz   |
| 2016 | Dishonored 2                            | Emily Kaldwin                                  | Voz   |
| 2017 | Injustice 2                             | Cheetah                                        | Voz   |
| 2017 | Agents of Mayhem                        | Pride Trooper, Pride Technician                | Voz   |
| 2018 | Lego DC Super-Villains                  | Barbara Ann Minerva / Cheetah                  | Voz   |
| 2019 | Apex Legends                            | Anita "Bangalore" Williams                     | Voz   |